# Тэджонская операция
Тэджонская операция (16—20 июля 1950) — сражение между войсками Соединённых Штатов и Северной Кореи в начале Корейской войны. Соединения американцев пытались защитить штаб-квартиру 24-й пехотной дивизии, находившуюся в крупном городе и важном транспортном узле Тэджон, однако были вытеснены превосходящей численно армией КНДР.
Для защиты Тэджона была задействована вся дивизия, занявшая позиции вдоль реки Кымган. Американские войска испытывали недостаток средств связи и уступали северокорейским по количеству тяжёлых вооружений, и через несколько дней боёв были вынуждены оставить берег реки. После напряжённых трехдневных боёв на улицах города американцы отступили.
Хотя им и не удалось удержать город, 24-я пехотная дивизия одержала стратегическую победу, задержав наступление Северной Кореи. Это дало американским силам достаточно времени, чтобы организовать линию защиты вокруг Пусана. Возможно, именно благодаря этой задержке американцам удалось выстоять в последовавшей битве на Пусанском периметре. Кроме того, во время защиты Тэджона северокорейцами был захвачен в плен генерал-майор Уильям Ф. Дин, командир 24-й пехотной дивизии, ставший пленником самого высокого ранга за всю Корейскую войну.